# È la crisi!
È la crisi! è un mixtape del DJ italiano 3D e del rapper italiano Jesto, pubblicato nel 2009 dalla ALTOent.

## Tracce
1. Intro (è la crisi!) – 0:56
2. Alza una mano – 3:52
3. Hai visto male (feat. Pattada) – 2:46
4. Hey! – 3:33
5. Tutte cose che (feat. Hyst e Saga) – 4:06
6. Mi rode il culo (feat. Pinto) – 3:21
7. Sta roba qua (feat. Primo) – 3:23
8. Come noi (feat. Gemitaiz) – 4:17
9. Come stai ballando (feat. Hyst e Baby K) – 3:46
10. Zum zum – 3:31
11. Voglio dire (feat. Mr. Cioni) – 3:31
12. Se conosci il nome (feat. Lucci e Coez) – 3:46
13. Dicono che (feat. Etto & Amir) – 3:01
14. Fratè (feat. Jimmy e Canesecco) – 4:18
15. Ce vai sotto (feat. Xtreme Team) – 4:16
16. Vado per la mia (feat. Maut e Etto) – 5:16